# Hemeroplanes
Hemeroplanes este un gen de molii din familia Sphingidae. 

## Specii
- Hemeroplanes diffusa Rothschild & Jordan, 1903
- Hemeroplanes longistriga Rothschild & Jordan, 1903
- Hemeroplanes ornatus Rothschild ,1894
- Hemeroplanes triptolemus (Cramer, 1779)

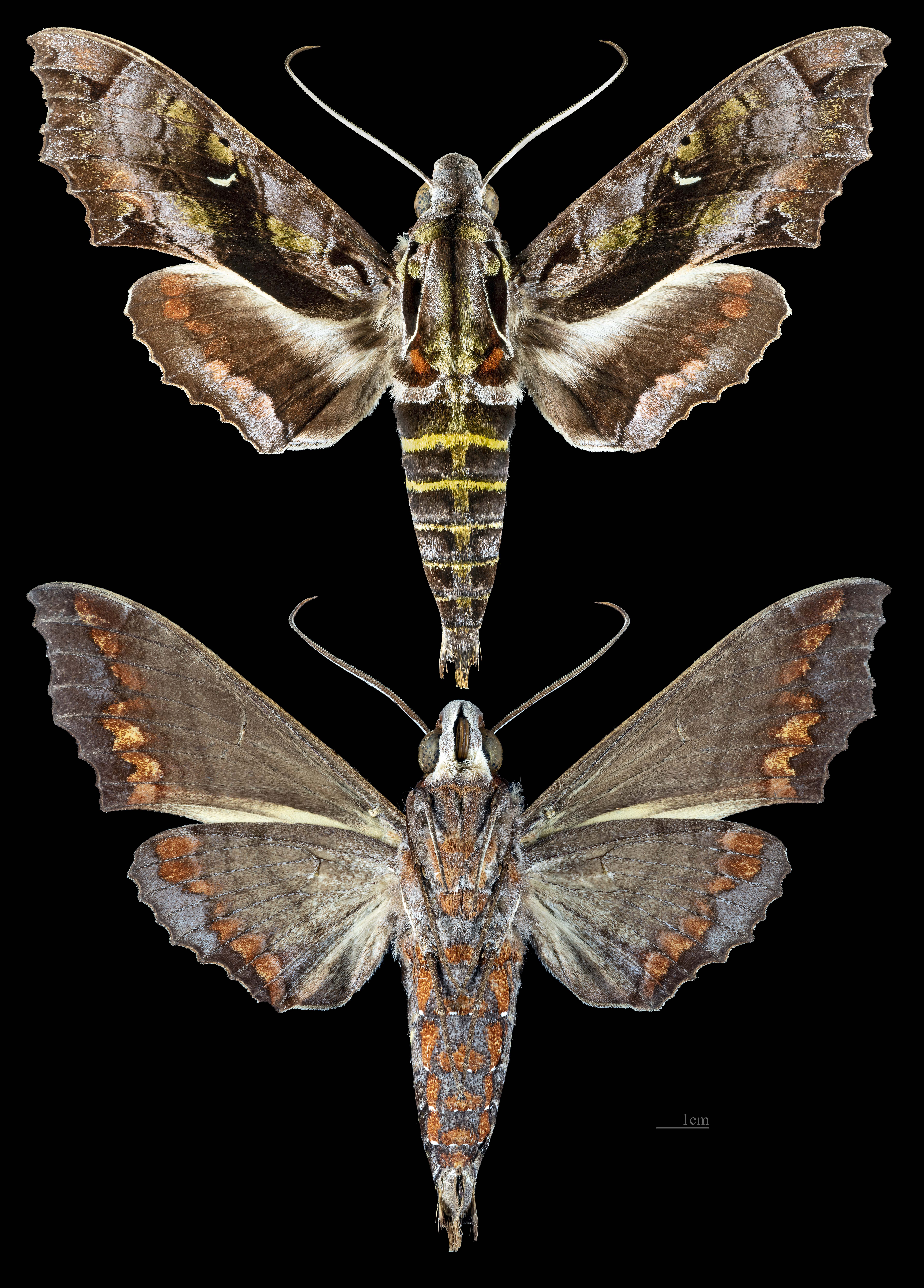
Hemeroplanes diffusa
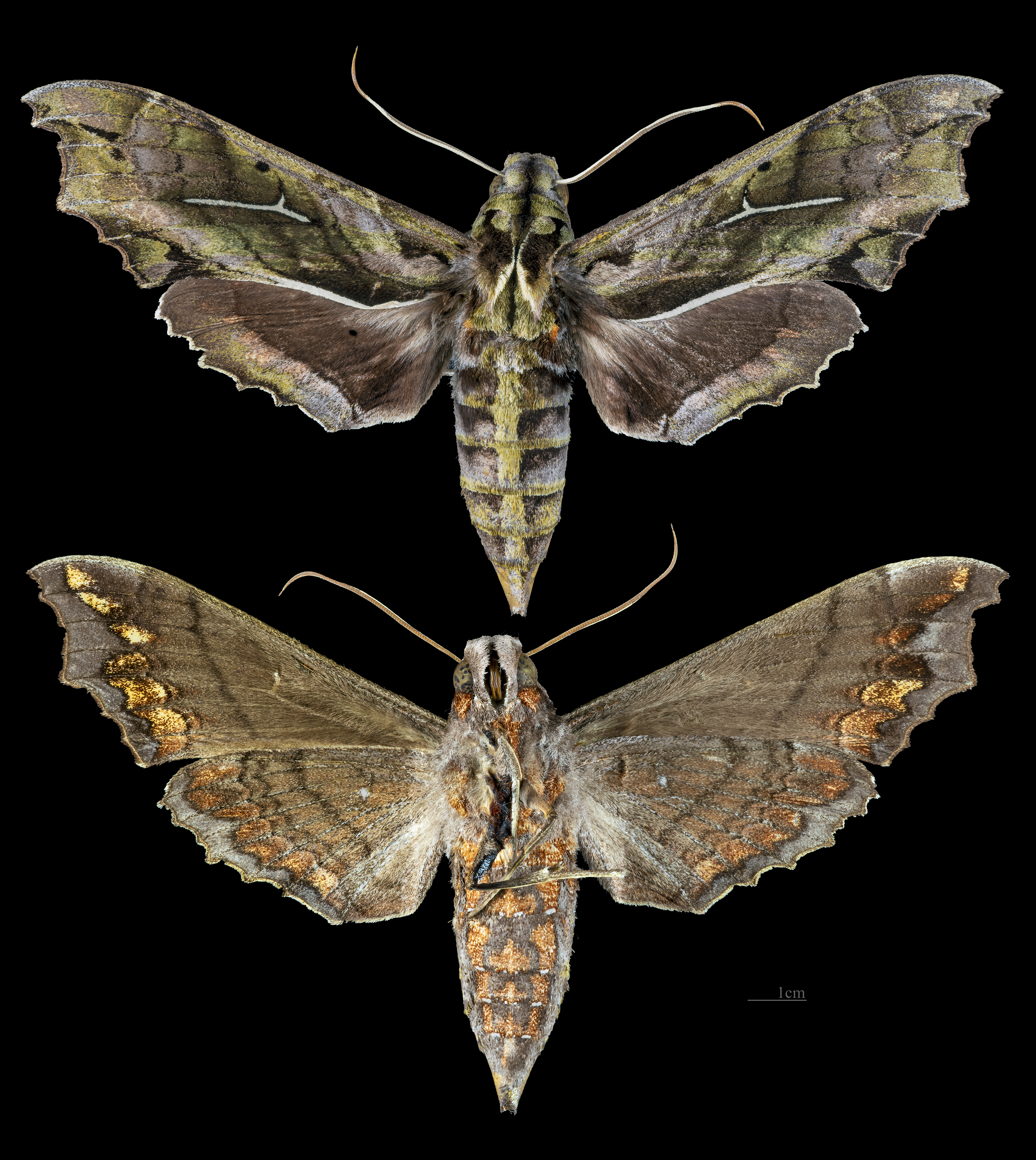
Hemeroplanes longistriga
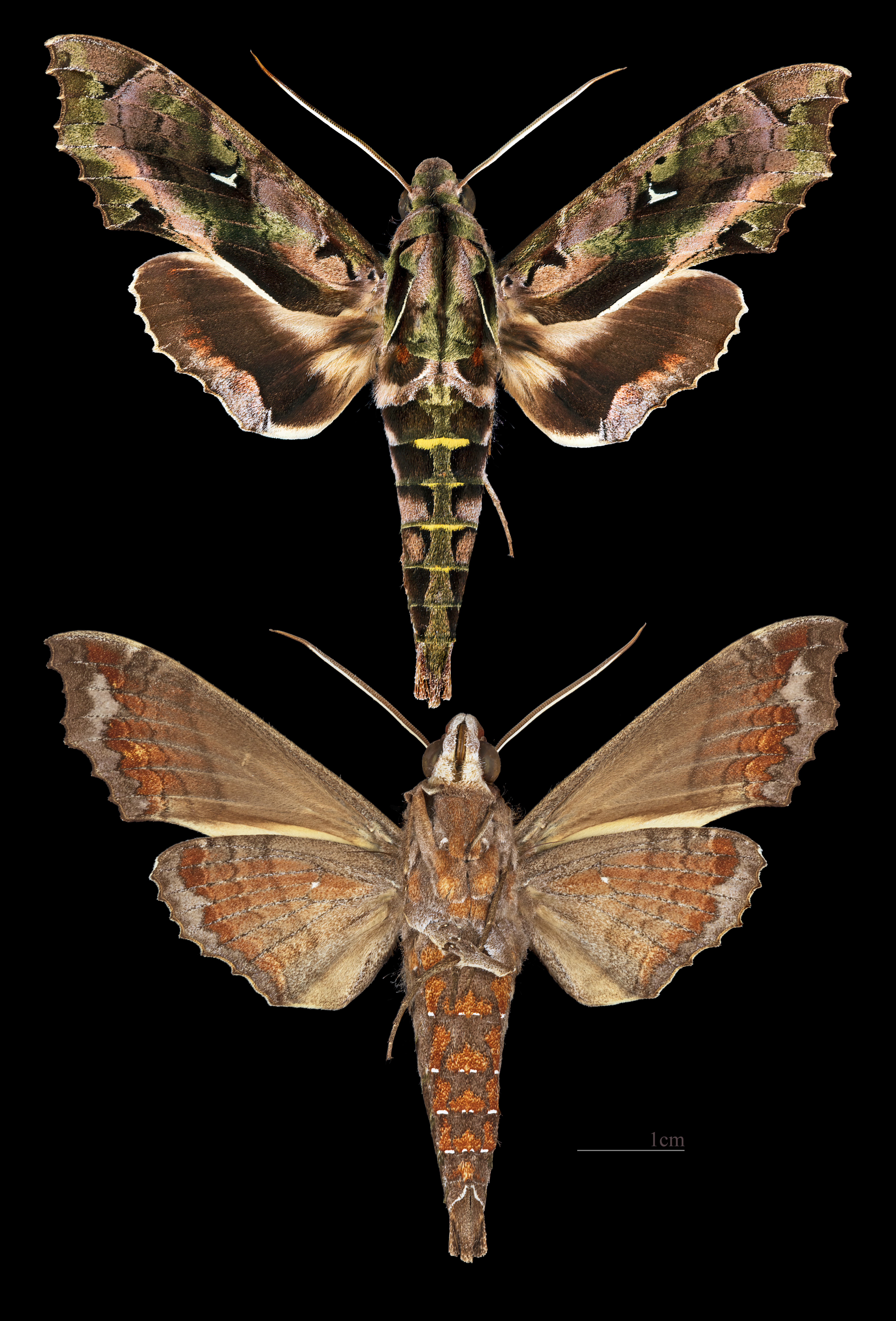
Hemeroplanes ornatus
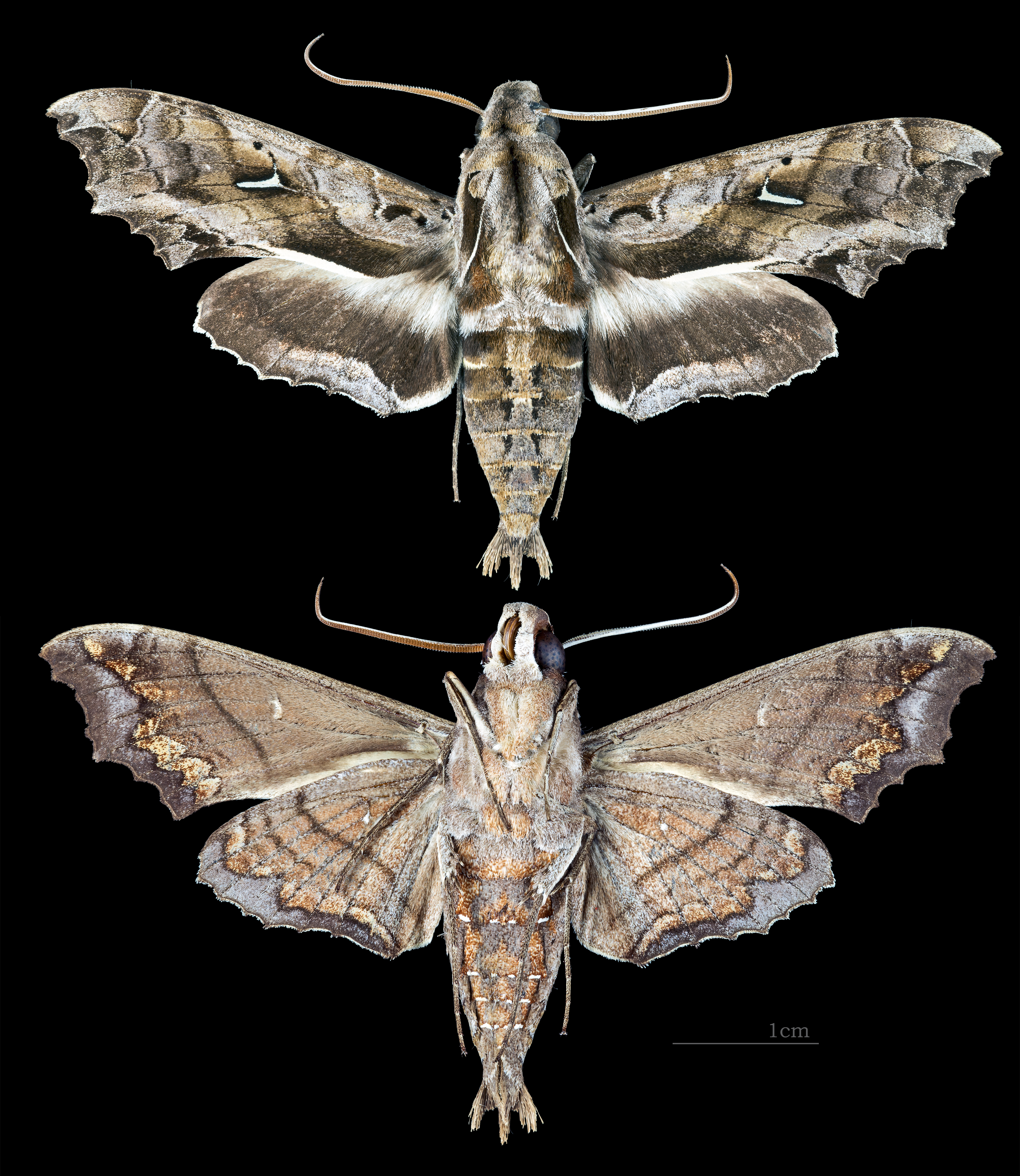
Hemeroplanes triptolemus